# Moravské místodržitelství

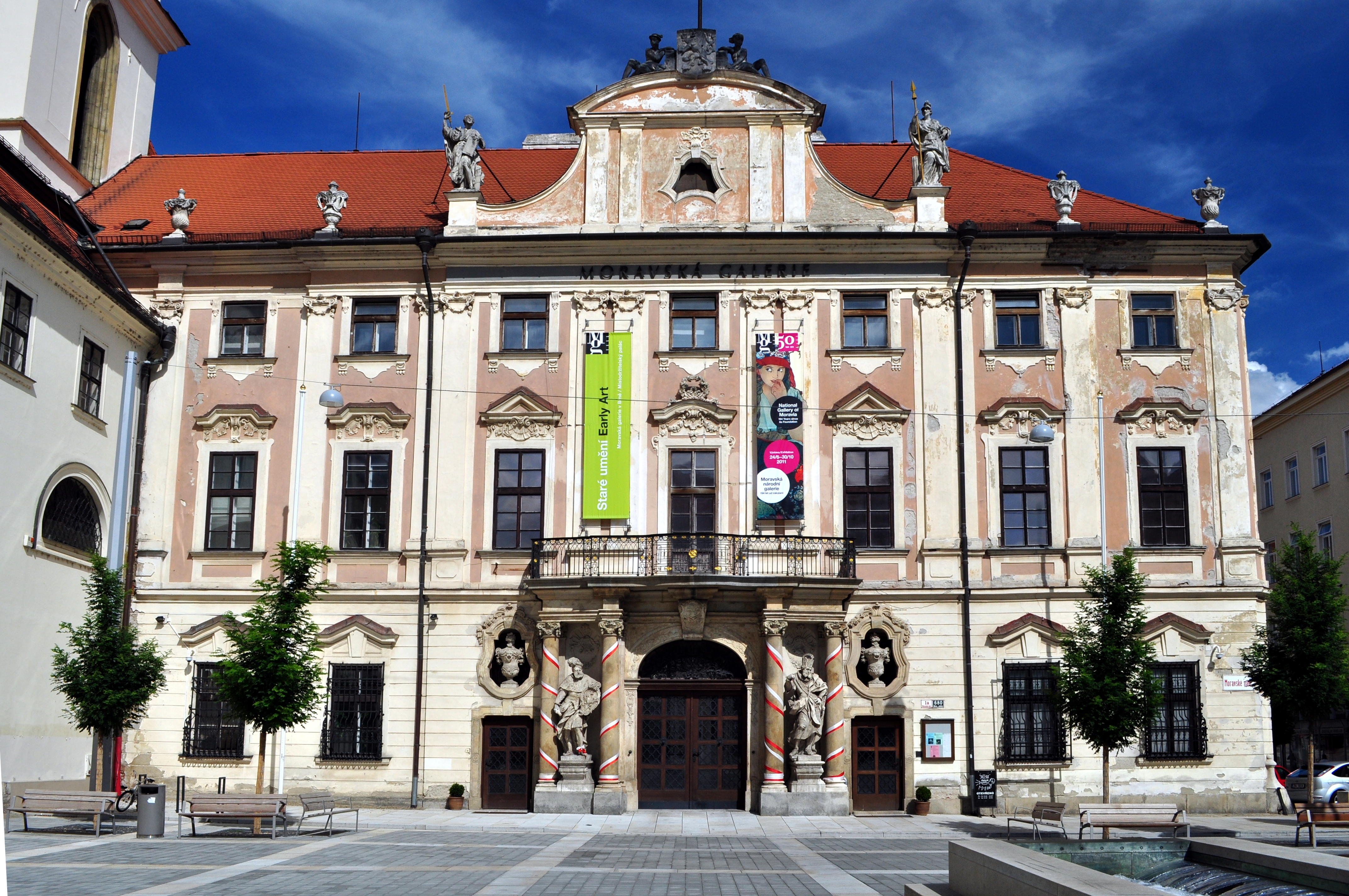
Místodržitelský palác v Brně, sídlo Moravského místodržitelství na dnešním Moravském náměstí

Moravské místodržitelství bylo nejvyšším orgánem státní správy na území Markrabství moravského v letech 1850–1918.

Moravská orlice, znak Moravského markrabství

## Historie
Moravské místodržitelství vzniklo 1. ledna 1850 přeměnou Moravskoslezského gubernia na místodržitelství na základě březnové ústavy, která v § 92 stanovila, že místodržitele jmenuje císař pro každou korunní zemi.
Místodržitel byl reprezentantem panovníka na Moravě a podléhal především ministrovi vnitra ve Vídni, ale i ostatní ministerstvům a ústředním orgánům. Jako nejvyšší úředník státní správy v zemi měl především zajišťovat provádění říšských a zemských zákonů. Na starosti měl dále policejní správu, bezpečnost v zemi, obchod, průmysl a zemědělství, školství, vykonával dozor nad tiskem, vydával zemský zákoník.
Podrobnější ustanovení normoval zákon č. 245/1849 ř. z. Organizace místodržitelství byla roku 1868 upravena zákonem č. 44/1868 ř. z.

## Seznam moravských místodržitelů
- 1849–1860 Leopold Lažanský z Bukové
- 1860 Anton Forgách
- 1860–1862 Gustav Ignác Chorinský z Ledské
- 1862–1870 Adolf von Poche
- 1870–1872 Zikmund Ignác z Thun-Hohensteinu
- 1872–1874 Philipp Weber von Ebenhof
- 1874–1880 Ludwig von Possinger
- 1880 Franz Kallina von Urbanow
- 1880–1881 Karl Korb von Weidenheim
- 1881–1888 Friedrich Schönborn
- 1888–1893 Hermann von Loebl
- 1893–1900 Alois von Spens-Booden
- 1900–1906 Karel Emanuel ze Žerotína
- 1906–1907 Hermann Anton von Pillersdorff (pověřen správou)
- 1908–1911 Karl Heinold
- 1911–1915 Oktavian Regner von Bleyleben
- 1915–1918 Karl Heinold

## Seznam zástupců místodržitelů (viceprezidentů moravského místodržitelství)
- 1849–1856 Johann Karl Böhm
- 1856–1860 Kristián Koc z Dobrše
- 1860–1866 Johann Metzburg
- 1867 Antonín Lažanský z Bukové
- 1867–1868 Ignaz Wessely
- 1868–1870 Johann von Chlumecký
- 1870–1872 Anton Herlth
- 1873–1890 Johann Winkler
- 1890–1895 Josef Januschka
- 1895–1897 Robert Hein
- 1897–1899 František Evžen Černín z Chudenic
- 1899–1907 Hermann Anton von Pillersdorff
- 1908–1915 Vítězslav Houdek
- 1915–1918 Karl Spengler

## Přednosta prezidia místodržitelství
- Jan Černý (1918–1919)